# Lungern
Lungern is een gemeente en plaats in het Zwitserse kanton Obwalden.
Lungern ligt aan het Lungernmeer en aan de voet van de Brünigpas.

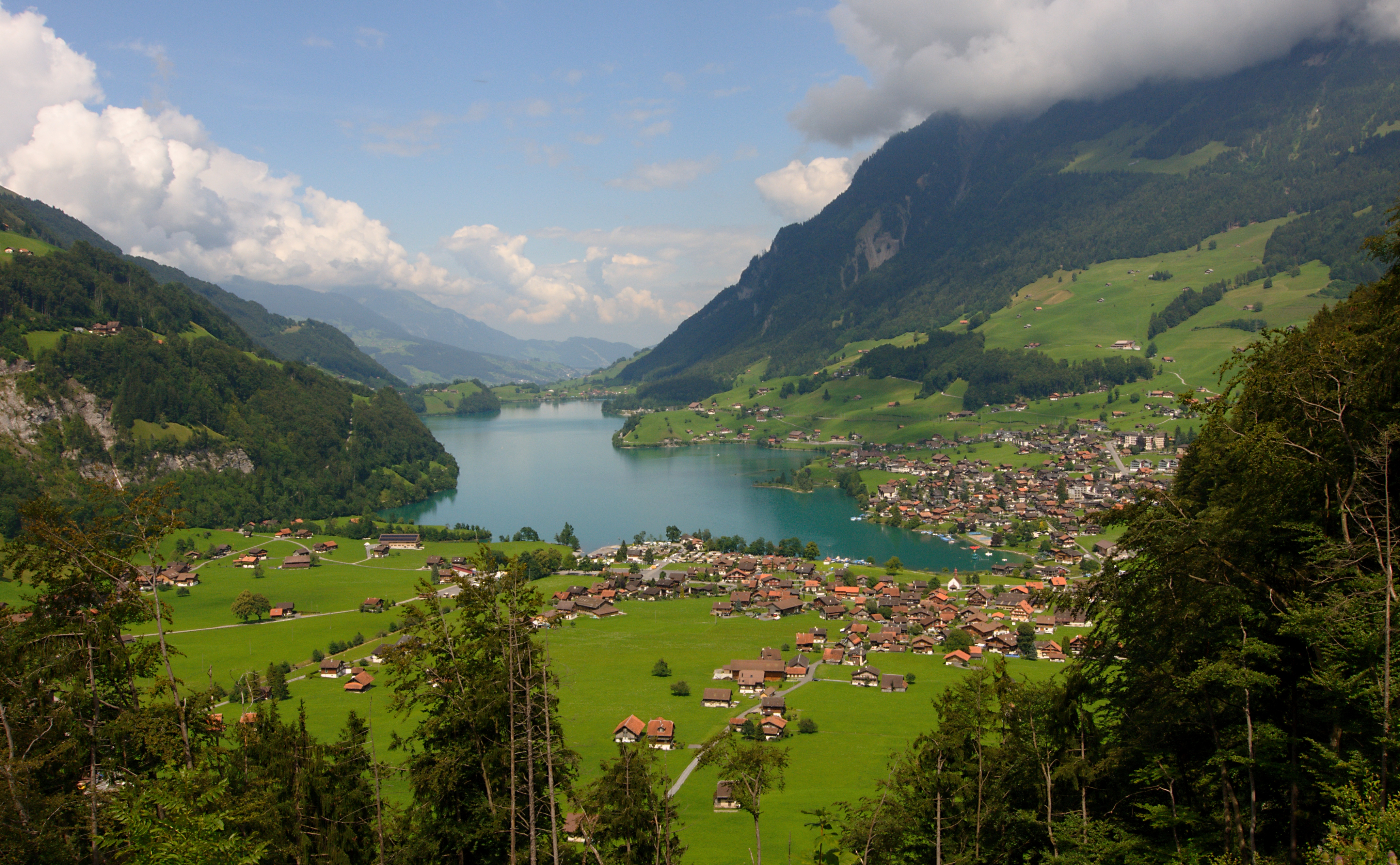
Lungern

Alpnach · Engelberg · Giswil · Kerns · Lungern · Sachseln · Sarnen
- Gemeinsame Normdatei: 4406244-8
- Historisch woordenboek van Zwitserland: 000744
- MusicBrainz: 6dcdedb6-2f90-4e67-8bea-0fe514f87c60
- Virtual International Authority File: 247366279